# Лурье, Александр Иосифович
Александр Иосифович Лурье (25 июня 1933, Москва — 17 декабря 2018) — российский учёный, лауреат Премии Правительства РФ (2004).

## Биография
Родился 25 июня 1933 года в Москве.
Окончил электромеханический факультет МЭИ (1958).
С 1958 г. работал в ВЭИ: инженер, старший инженер, руководитель группы, старший научный сотрудник, зав. лабораторией трансформаторов, начальник отдела трансформаторов, ведущий научный сотрудник.
Кандидат технических наук (1965, тема диссертации «Исследование и применение математического моделирования магнитных полей рассеяния трансформаторов и реакторов на электропроводящей бумаге»).
Премия Правительства России 2004 года (в составе коллектива).